# Радаљска бања
Радаљска бања (такође и Радаљ бања) је бања у западној Србији смештена на северним падинама планине Борање. Налази се у општини Мали Зворник, у долини реке Радаљ. Територијално припада насељеном месту Радаљ. Бања је позната као лечилиште за реуматизам и обољења очију.

## Положај
Бања се налази на 350 метара надморске висине на реци Радаљ и северним обронцима планине Борања. Удаљена је око 12 километара источно од Малог Зворника и око три километра од места Радаљ. Кроз бању пролази државни пут 257, IIa реда (Радаљ-Столице), који повезује Мали Зворник и Крупањ. У бањи се налази и вештачко Радаљаско језеро, као и мала хидроелектрана Радаљска бања.

## Природне одлике
Смештена је на оброцима планине Борања, која је позната по геолошком саставу који чине гранити и пешчари. Око бање се налазе густе шуме букве и четинара.